# Rosanera
Rosanera è un libro di poesie di Paolo Zannella, edito da Guanda nel 1957, nella collana Falena (n°51).
Nella prefazione il critico Carlo Bo scrisse: una profonda serietà è il carattere di queste 22 poesie, che si esprime ora in accenti di umile sofferenza, ora in gridi violenti, ora si placa in dolci immagini di "Bianchi Paesi del Sud", o mitiche liturgie. Qua e là, nell'impeto del sentimento, nella forza semplice, elementare degli affetti trattiene a stento qualche preciso tocco di satira e l'immediatezza di un canto sociale. E d'altra parte c'è il dolce indugiare sul suono e il canto della parola: "oh!, broccato delle rose di Moguer nei penduli cieli di settembre". L'autore è nato in Ciociara, a Fondi, l'antico paese della quinta satira di Orazio.